# Африканська будинкова змія
Африканська будинкова змія (Lamprophis) — рід неотруйних змій родини Lamprophiidae. Має 8 видів.

## Опис
Загальна довжина представників цього роду коливається від 45 см до 1,5 м. Спостерігається статевий диморфізм — самиці більші за самців. Голова вузька з округлими очима помірного розміру, тулуб видовжений, стрункий або товстий з гладенькою лускою. По середині тулуба проходить 19—25 рядків луски. Забарвлення оливкове, зелене, червонувате, сірувате з яскравою смугою вдовж хребта або з боків. Черево може мати однакове забарвлення із спиною або кремове, біле.

## Спосіб життя
Полюбляють луги, чагарники, сільського господарські угіддя, садиби, людське житло. Звідси й походить їх назва. Активні вночі. Харчуються ящірками, птахами, гризунами, дрібними зміями.
Це яйцекладні змії. Самиці відкладають від 8 до 12 яєць. Через 2 місяці з'являються молоді змії довжиною 20 см.

## Розповсюдження
Це ендеміки Африки, мешкають південніше пустелі Сахари.

## Види
- Lamprophis abyssinicus
- Lamprophis aurora
- Lamprophis capensis
- Lamprophis erlangeri
- Lamprophis fiskii
- Lamprophis fuscus
- Lamprophis geometricus
- Lamprophis guttatus